# Jeffrey Fleming

Bischofswappen von Jeffrey Michael Fleming

Jeffrey Michael Fleming (* 10. Februar 1966 in Billings, Montana) ist ein US-amerikanischer Geistlicher und römisch-katholischer Bischof von Great Falls-Billings.

## Leben
Jeffrey Fleming studierte Philosophie und katholische Theologie am Carroll College in Helena am Mount Angel Seminary in Saint Benedict. Am 19. Mai 1992 empfing er von Bischof Elden Francis Curtiss das Sakrament der Priesterweihe für das Bistum Helena.
Nach verschiedenen Aufgaben in der Pfarrseelsorge war er ab 2020 Kanzler und Moderator der Diözesankurie sowie Vizeoffizial.
Papst Franziskus ernannte ihn am 19. April 2022 zum Koadjutorbischof von Great Falls-Billings. Die Bischofsweihe spendete ihm der Bischof von Great Falls-Billings, Michael William Warfel, am 22. Juni desselben Jahres in der Heilig-Geist-Kirche in Great Falls. Mitkonsekratoren waren der Bischof von Las Vegas, George Leo Thomas, und der Bischof von Helena, Austin Vetter.
Mit dem Rücktritt von Michael William Warfel am 22. August 2023 folgte er diesem als Bischof von Great Falls-Billings nach.